# Romeo Castelen
Romeo Castelen (Paramaribo, 3 de maio de 1983) é um futebolista holandês que atua como meia. Atualmente, joga pelo Suwon Samsung Bluewings.